# Matton-et-Clémency
Matton-et-Clémency település Franciaországban, Ardennes megyében. Lakosainak száma 439 fő (2022. január 1.). Matton-et-Clémency Carignan, Les Deux-Villes, Osnes, Pure és Tremblois-lès-Carignan községekkel határos.

## Népesség
A település népességének változása:
| Lakosok száma | 600  | 532  | 480  | 462  | 442  | 451  | 469  | 469  | 469  | 439  |
|               | 1968 | 1982 | 1990 | 2006 | 2013 | 2015 | 2017 | 2019 | 2020 | 2022 |